# Saison 2016-2017 des Kings de Sacramento
La saison 2016-2017 des Kings de Sacramento est la 72e saison de la franchise (69e saison en NBA) et la 32e saison dans la ville de Sacramento.

## Draft
| Tour | Choix | Joueur             | Poste | Nationalité | Provenance            |
| ---- | ----- | ------------------ | ----- | ----------- | --------------------- |
| 1    | 13    | Yórgos Papayiánnis | C     | Grèce       | Panathinaïkos (Grèce) |
| 1    | 22    | Malachi Richardson | SG/SF | États-Unis  | Orange de Syracuse    |
| 1    | 28    | Skal Labissière    | PF/C  | Haïti       | Wildcats du Kentucky  |
| 2    | 59    | Isaiah Cousins     | PG/SG | États-Unis  | Sooners de l'Oklahoma |

## Summer League
| Summer League Total: 0-5 |

| Match | Date match | Équipe              | Score        | Meilleur marqueur       | Meilleur rebondeur          | Meilleur passeur        | Lieux Spectateurs    | Série |
| ----- | ---------- | ------------------- | ------------ | ----------------------- | --------------------------- | ----------------------- | -------------------- | ----- |
| 1     | 8 juillet  | Toronto             | D 47-88      | 3 joueurs (7)           | Skal Labissière (8)         | Willie Cauley-Stein (3) | Cox Pavilion         | 0 - 1 |
| 2     | 10 juillet | Houston             | D 73-85      | Malachi Richardson (20) | Malachi Richardson (7)      | David Stockton (5)      | Thomas & Mack Center | 0 - 2 |
| 3     | 11 juillet | La Nouvelle-Orléans | D 66-70      | Skal Labissière (16)    | Willie Cauley-Stein (8)     | David Stockton (4)      | Cox Pavilion         | 0 - 3 |
| 4     | 13 juillet | Atlanta             | D 61-81      | Retin Obasohan (12)     | Labissière, Papayiánnis (5) | Isaiah Cousins (6)      | Cox Pavilion         | 0 - 4 |
| 5     | 15 juillet | San Antonio         | D 86-90 (OT) | Skal Labissière (19)    | 3 joueurs (5)               | Duje Dukan (4)          | Cox Pavilion         | 0 - 5 |

## Pré-saison
| Pré-saison Total: 3-3 (Domicile : 2-1 ; Extérieur : 1-2) |

| Match | Date match | Équipe         | Score     | Meilleur marqueur      | Meilleur rebondeur        | Meilleur passeur     | Lieux Spectateurs      | Série |
| ----- | ---------- | -------------- | --------- | ---------------------- | ------------------------- | -------------------- | ---------------------- | ----- |
| 1     | 4 octobre  | @ L.A. Lakers  | D 84-103  | Arron Afflalo (14)     | DeMarcus Cousins (6)      | DeMarcus Cousins (4) | Honda Center           | 0 - 1 |
| 2     | 6 octobre  | @ Golden State | D 96-105  | DeMarcus Cousins (20)  | Matt Barnes (8)           | Garrett Temple (5)   | SAP Center at San Jose | 0 - 2 |
| 3     | 10 octobre | Maccabi Haïfa  | V 135-96  | Ben McLemore (18)      | Ty Lawson (7)             | Ty Lawson (8)        | Golden 1 Center        | 1 - 2 |
| 4     | 13 octobre | @ L.A. Lakers  | V 116-104 | Anthony Tolliver (21)  | Rudy Gay (9)              | Gay, Collison (7)    | T-Mobile Arena         | 2 - 2 |
| 5     | 15 octobre | Washington     | V 124-119 | Cousins, Collison (22) | Trois joueurs (5)         | Darren Collison (8)  | Rupp Arena             | 3 - 2 |
| 6     | 18 octobre | L.A. Clippers  | D 89-92   | DeMarcus Cousins (23)  | Cousins, Cauley-Stein (8) | Ben McLemore (5)     | Golden 1 Center        | 3 - 3 |

## Saison régulière
| Saison régulière Total: 32-50 (Domicile : 17-25 ; Extérieur : 15-25) |

| Match | Date match | Équipe      | Score     | Meilleur marqueur     | Meilleur rebondeur    | Meilleur passeur | Lieux Spectateurs          | Série |
| ----- | ---------- | ----------- | --------- | --------------------- | --------------------- | ---------------- | -------------------------- | ----- |
| 1     | 26 octobre | @ Phoenix   | V 113-94  | DeMarcus Cousins (24) | Matt Barnes (7)       | Ty Lawson (7)    | Talking Stick Resort Arena | 1 - 0 |
| 2     | 27 octobre | San Antonio | D 94-102  | DeMarcus Cousins (37) | DeMarcus Cousins (16) | Ty Lawson (9)    | Golden 1 Center            | 1 - 1 |
| 3     | 29 octobre | Minnesota   | V 106-103 | DeMarcus Cousins (29) | Kosta Koufos (8)      | Matt Barnes (9)  | Golden 1 Center            | 2 - 1 |
| 4     | 31 octobre | @ Atlanta   | D 95-106  | Rudy Gay (22)         | DeMarcus Cousins (12) | Ty Lawson (6)    | Philips Arena              | 2 - 2 |

| Match | Date match   | Équipe              | Score          | Meilleur marqueur     | Meilleur rebondeur    | Meilleur passeur      | Lieux Spectateurs         | Série  |
| ----- | ------------ | ------------------- | -------------- | --------------------- | --------------------- | --------------------- | ------------------------- | ------ |
| 5     | 1er novembre | @ Miami             | D 96-108       | Cousins, Gay (30)     | Rudy Gay (12)         | Cousins, Lawson (4)   | American Airlines Arena   | 2 - 3  |
| 6     | 3 novembre   | @ Orlando           | D 94-102       | DeMarcus Cousins (33) | Trois joueurs (7)     | Ty Lawson (5)         | Amway Center              | 2 - 4  |
| 7     | 5 novembre   | @ Milwaukee         | D 91-117       | Garrett Temple (19)   | Kosta Koufos (7)      | Jordan Farmar (7)     | BMO Harris Bradley Center | 2 - 5  |
| 8     | 6 novembre   | @ Toronto           | V 96-91        | Rudy Gay (23)         | DeMarcus Cousins (14) | Ty Lawson (11)        | Air Canada Centre         | 3 - 5  |
| 9     | 8 novembre   | La Nouvelle-Orléans | V 102-94       | DeMarcus Cousins (28) | Matt Barnes (8)       | Rudy Gay (6)          | Golden 1 Center           | 4 - 5  |
| 10    | 10 novembre  | L. A. Lakers        | D 91-101       | DeMarcus Cousins (28) | DeMarcus Cousins (9)  | Darren Collison (9)   | Golden 1 Center           | 4 - 6  |
| 11    | 11 novembre  | @ Portland          | D 120-122 (OT) | DeMarcus Cousins (33) | Rudy Gay (14)         | Lawson, Collison (4)  | Moda Center               | 4 - 7  |
| 12    | 16 novembre  | San Antonio         | D 105-110      | DeMarcus Cousins (26) | DeMarcus Cousins (17) | Cousins, Collison (6) | Golden 1 Center           | 4 - 8  |
| 13    | 18 novembre  | L. A. Clippers      | D 115-121      | DeMarcus Cousins (38) | DeMarcus Cousins (13) | Ty Lawson (8)         | Golden 1 Center           | 4 - 9  |
| 14    | 20 novembre  | Toronto             | V 102-99       | Rudy Gay (23)         | DeMarcus Cousins (10) | Darren Collison (9)   | Golden 1 Center           | 5 - 9  |
| 15    | 23 novembre  | Oklahoma City       | V 116-101      | DeMarcus Cousins (36) | DeMarcus Cousins (13) | Darren Collison (6)   | Golden 1 Center           | 6 - 9  |
| 16    | 25 novembre  | Houston             | D 104-117      | DeMarcus Cousins (32) | DeMarcus Cousins (9)  | Afflalo, Casspi (5)   | Golden 1 Center           | 6 - 10 |
| 17    | 27 novembre  | @ Brooklyn          | V 122-105      | DeMarcus Cousins (37) | DeMarcus Cousins (11) | Rudy Gay (8)          | Barclays Center           | 7 - 10 |
| 18    | 28 novembre  | @ Washington        | D 95-101       | DeMarcus Cousins (36) | DeMarcus Cousins (20) | DeMarcus Cousins (4)  | Verizon Center            | 7 - 11 |

| Match | Date match  | Équipe       | Score     | Meilleur marqueur     | Meilleur rebondeur    | Meilleur passeur     | Lieux Spectateurs        | Série   |
| ----- | ----------- | ------------ | --------- | --------------------- | --------------------- | -------------------- | ------------------------ | ------- |
| 19    | 2 décembre  | @ Boston     | D 92-97   | DeMarcus Cousins (28) | Matt Barnes (16)      | Matt Barnes (5)      | TD Garden                | 7 - 12  |
| 20    | 4 décembre  | @ New York   | D 98-106  | DeMarcus Cousins (36) | DeMarcus Cousins (12) | Darren Collison (6)  | Madison Square Garden    | 7 - 13  |
| 21    | 7 décembre  | @ Dallas     | V 120-89  | DeMarcus Cousins (24) | DeMarcus Cousins (14) | DeMarcus Cousins (7) | American Airlines Center | 8 - 13  |
| 22    | 9 décembre  | New York     | D 100-103 | DeMarcus Cousins (28) | DeMarcus Cousins (12) | Cousins, Lawson (6)  | Golden 1 Center          | 8 - 14  |
| 23    | 10 décembre | @ Utah       | D 84-104  | Rudy Gay (20)         | DeMarcus Cousins (10) | Cousins, Lawson (4)  | Vivint Smart Home Arena  | 8 - 15  |
| 24    | 12 décembre | L. A. Lakers | V 116-92  | DeMarcus Cousins (31) | DeMarcus Cousins (16) | Cousins, Lawson (5)  | Golden 1 Center          | 9 - 15  |
| 25    | 14 décembre | @ Houston    | D 98-132  | Garrett Temple (20)   | Anthony Tolliver (10) | Darren Collison (9)  | Toyota Center            | 9 - 16  |
| 26    | 16 décembre | @ Memphis    | V 96-92   | DeMarcus Cousins (22) | Kosta Koufos (13)     | Darren Collison (6)  | FedExForum               | 10 - 16 |
| 27    | 18 décembre | @ Dallas     | D 79-99   | DeMarcus Cousins (33) | Kosta Koufos (9)      | Garrett Temple (7)   | American Airlines Center | 10 - 17 |
| 28    | 20 décembre | Portland     | V 126-121 | DeMarcus Cousins (55) | DeMarcus Cousins (13) | Ty Lawson (8)        | Golden 1 Center          | 11 - 17 |
| 29    | 21 décembre | @ Utah       | V 94-93   | DeMarcus Cousins (21) | DeMarcus Cousins (8)  | Cousins, Afflalo (3) | Vivint Smart Home Arena  | 12 - 17 |
| 30    | 23 décembre | @ Minnesota  | V 109-105 | DeMarcus Cousins (32) | DeMarcus Cousins (7)  | DeMarcus Cousins (7) | Target Center            | 13 - 17 |
| 31    | 26 décembre | Philadelphie | V 102-100 | DeMarcus Cousins (30) | Rudy Gay (9)          | DeMarcus Cousins (5) | Golden 1 Center          | 14 - 17 |
| 32    | 28 décembre | @ Portland   | D 89-102  | DeMarcus Cousins (28) | Kosta Koufos (10)     | DeMarcus Cousins (6) | Moda Center              | 14 - 18 |
| 33    | 31 décembre | Memphis      | D 98-112  | DeMarcus Cousins (26) | Barnes, Koufos (8)    | DeMarcus Cousins (8) | Golden 1 Center          | 14 - 19 |

| Match | Date match | Équipe         | Score          | Meilleur marqueur      | Meilleur rebondeur    | Meilleur passeur      | Lieux Spectateurs       | Série   |
| ----- | ---------- | -------------- | -------------- | ---------------------- | --------------------- | --------------------- | ----------------------- | ------- |
| 34    | 3 janvier  | @ Denver       | V 120-113      | DeMarcus Cousins (31)  | Cousins, Temple (6)   | Darren Collison (7)   | Pepsi Center            | 15 - 19 |
| 35    | 4 janvier  | Miami          | D 102-107      | 3 joueurs (15)         | Matt Barnes (7)       | Ty Lawson (6)         | Golden 1 Center         | 15 - 20 |
| 36    | 6 janvier  | L. A. Clippers | D 98-106       | DeMarcus Cousins (25)  | DeMarcus Cousins (11) | DeMarcus Cousins (7)  | Golden 1 Center         | 15 - 21 |
| 37    | 8 janvier  | Golden State   | D 106-117      | Rudy Gay (23)          | DeMarcus Cousins (10) | DeMarcus Cousins (5)  | Golden 1 Center         | 15 - 22 |
| 38    | 10 janvier | Détroit        | V 100-94       | DeMarcus Cousins (24)  | DeMarcus Cousins (13) | DeMarcus Cousins (6)  | Golden 1 Center         | 16 - 22 |
| 39    | 13 janvier | Cleveland      | D 108-120      | DeMarcus Cousins (26)  | Rudy Gay (10)         | DeMarcus Cousins (11) | Golden 1 Center         | 16 - 23 |
| 40    | 15 janvier | Oklahoma City  | D 118-122      | DeMarcus Cousins (31)  | DeMarcus Cousins (11) | DeMarcus Cousins (7)  | Golden 1 Center         | 16 - 24 |
| 41    | 18 janvier | Indiana        | D 100-106      | DeMarcus Cousins (25)  | DeMarcus Cousins (12) | DeMarcus Cousins (10) | Golden 1 Center         | 16 - 25 |
| 42    | 20 janvier | @ Memphis      | D 91-107       | DeMarcus Cousins (19)  | DeMarcus Cousins (10) | Ty Lawson (5)         | FedExForum              | 16 - 26 |
| 43    | 21 janvier | @ Chicago      | D 99-102       | DeMarcus Cousins (42)  | DeMarcus Cousins (14) | Ty Lawson (6)         | United Center           | 16 - 27 |
| 44    | 23 janvier | @ Détroit      | V 109-104      | DeMarcus Cousins (22)  | DeMarcus Cousins (14) | Cousins, Lawson (6)   | Palace of Auburn Hills  | 17 - 27 |
| 45    | 25 janvier | @ Cleveland    | V 116-112 (OT) | DeMarcus Cousins (28)  | DeMarcus Cousins (11) | DeMarcus Cousins (9)  | Quicken Loans Arena     | 18 - 27 |
| 46    | 27 janvier | @ Indiana      | D 111-115 (OT) | Cousins, Collison (26) | DeMarcus Cousins (16) | Ty Lawson (6)         | Bankers Life Fieldhouse | 18 - 28 |
| 47    | 28 janvier | @ Charlotte    | V 109-106      | DeMarcus Cousins (35)  | DeMarcus Cousins (18) | Ty Lawson (9)         | Time Warner Cable Arena | 19 - 28 |
| 48    | 30 janvier | @ Philadelphie | D 119-122      | DeMarcus Cousins (46)  | DeMarcus Cousins (15) | Ty Lawson (11)        | Wells Fargo Center      | 19 - 29 |
| 49    | 31 janvier | @ Houston      | D 83-105       | DeMarcus Cousins (16)  | Matt Barnes (11)      | DeMarcus Cousins (5)  | Toyota Center           | 19 - 30 |

| Match               | Date match | Équipe              | Score          | Meilleur marqueur        | Meilleur rebondeur       | Meilleur passeur      | Lieux Spectateurs | Série   |
| ------------------- | ---------- | ------------------- | -------------- | ------------------------ | ------------------------ | --------------------- | ----------------- | ------- |
| 50                  | 3 février  | Phoenix             | D 103-105      | DeMarcus Cousins (22)    | DeMarcus Cousins (12)    | DeMarcus Cousins (12) | Golden 1 Center   | 19 - 31 |
| 51                  | 4 février  | Golden State        | V 109-106 (OT) | DeMarcus Cousins (32)    | Matt Barnes (14)         | DeMarcus Cousins (9)  | Golden 1 Center   | 20 - 31 |
| 52                  | 6 février  | Chicago             | D 107-112      | Ty Lawson (22)           | DeMarcus Cousins (14)    | Ty Lawson (7)         | Pepsi Center      | 20 - 32 |
| 53                  | 8 février  | Boston              | V 108-92       | Darren Collison (26)     | Koufos, Barnes (11)      | Darren Collison (5)   | Philips Arena     | 21 - 32 |
| 54                  | 10 février | Atlanta             | V 108-107      | Trois joueurs (22)       | DeMarcus Cousins (11)    | DeMarcus Cousins (7)  | Golden 1 Center   | 22 - 32 |
| 55                  | 12 février | La Nouvelle-Orléans | V 105-99       | DeMarcus Cousins (28)    | DeMarcus Cousins (14)    | Darren Collison (8)   | Golden 1 Center   | 23 - 32 |
| 56                  | 14 février | @ L. A. Lakers      | V 97-96        | DeMarcus Cousins (40)    | DeMarcus Cousins (12)    | Collison, Cousins (8) | Staples Center    | 24 - 32 |
| 57                  | 15 février | @ Golden State      | D 86-109       | Matt Barnes (15)         | Matt Barnes (14)         | DeMarcus Cousins (6)  | Oracle Arena      | 24 - 33 |
| All-Star Break 2017 |            |                     |                |                          |                          |                       |                   |         |
| 58                  | 23 février | Denver              | V 116-100      | Willie Cauley-Stein (29) | Willie Cauley-Stein (10) | Darren Collison (10)  | Golden 1 Center   | 25 - 33 |
| 59                  | 25 février | Charlotte           | D 85-99        | Ben McLemore (18)        | Skal Labissière (13)     | Collison, Evans (5)   | Golden 1 Center   | 25 - 34 |
| 60                  | 27 février | Minnesota           | D 88-102       | Trois joueurs (14)       | Kosta Koufos (11)        | Ty Lawson (9)         | Golden 1 Center   | 25 - 35 |

| Match | Date match | Équipe                | Score          | Meilleur marqueur        | Meilleur rebondeur            | Meilleur passeur           | Lieux Spectateurs          | Série   |
| ----- | ---------- | --------------------- | -------------- | ------------------------ | ----------------------------- | -------------------------- | -------------------------- | ------- |
| 61    | 1er mars   | Brooklyn              | D 100-109      | Buddy Hield (16)         | Anthony Tolliver (6)          | Ty Lawson (9)              | Golden 1 Center            | 25 - 36 |
| 62    | 5 mars     | Utah                  | D 109-110 (OT) | Ty Lawson (19)           | Kosta Koufos (10)             | Collison, Lawson (5)       | Golden 1 Center            | 25 - 37 |
| 63    | 6 mars     | @ Denver              | D 96-108       | Darren Collison (17)     | Kosta Koufos (10)             | Ty Lawson (6)              | Pepsi Center               | 25 - 38 |
| 64    | 8 mars     | @ San Antonio         | D 104-114      | Tyreke Evans (26)        | Kosta Koufos (10)             | Evans, Collison (4)        | AT&T Center                | 25 - 39 |
| 65    | 10 mars    | Washington            | D 122-130 (OT) | Willie Cauley-Stein (20) | Willie Cauley-Stein (13)      | Darren Collison (10)       | Golden 1 Center            | 25 - 40 |
| 66    | 11 mars    | Denver                | D 92-105       | Buddy Hield (17)         | Kosta Koufos (8)              | Cauley-Stein, Collison (5) | Golden 1 Center            | 25 - 41 |
| 67    | 13 mars    | Orlando               | V 120-115      | Collison, Tolliver (19)  | Labissière, Cauley-Stein (7)  | Darren Collison (13)       | Golden 1 Center            | 26 - 41 |
| 68    | 15 mars    | @ Phoenix             | V 107-101      | Skal Labissière (32)     | Cauley-Stein, Labissière (11) | Ty Lawson (6)              | Talking Stick Resort Arena | 27 - 41 |
| 69    | 18 mars    | @ Oklahoma City       | D 94-110       | Yórgos Papayiánnis (14)  | Yórgos Papayiánnis (11)       | Ty Lawson (6)              | Chesapeake Energy Arena    | 27 - 42 |
| 70    | 19 mars    | @ San Antonio         | D 102-118      | Cauley-Stein, Hield (18) | Yórgos Papayiánnis (10)       | Ty Lawson (6)              | AT&T Center                | 27 - 43 |
| 71    | 22 mars    | Milwaukee             | D 98-116       | Buddy Hield (21)         | Skal Labissière (8)           | Darren Collison (7)        | Golden 1 Center            | 27 - 44 |
| 72    | 24 mars    | @ Golden State        | D 100-114      | Buddy Hield (22)         | Skal Labissière (10)          | Skal Labissière (8)        | Oracle Arena               | 27 - 45 |
| 73    | 26 mars    | @ L. A. Clippers      | V 98-97        | Darren Collison (19)     | Willie Cauley-Stein (14)      | Garrett Temple (5)         | Staples Center             | 28 - 45 |
| 74    | 27 mars    | Memphis               | V 91-90        | Darren Collison (23)     | Willie Cauley-Stein (9)       | Darren Collison (7)        | Golden 1 Center            | 29 - 45 |
| 75    | 29 mars    | Utah                  | D 82-112       | Ben McLemore (22)        | Willie Cauley-Stein (8)       | Ty Lawson (3)              | Golden 1 Center            | 29 - 46 |
| 76    | 31 mars    | @ La Nouvelle-Orléans | D 89-117       | Ben McLemore (15)        | Willie Cauley-Stein (14)      | Darren Collison (5)        | Smoothie King Center       | 29 - 47 |

| Match | Date match | Équipe           | Score     | Meilleur marqueur        | Meilleur rebondeur       | Meilleur passeur     | Lieux Spectateurs | Série   |
| ----- | ---------- | ---------------- | --------- | ------------------------ | ------------------------ | -------------------- | ----------------- | ------- |
| 77    | 1er avril  | @ Minnesota      | V 123-117 | Buddy Hield (22)         | Willie Cauley-Stein (10) | Ty Lawson (11)       | Target Center     | 30 - 47 |
| 78    | 4 avril    | Dallas           | V 98-87   | Ben McLemore (22)        | Willie Cauley-Stein (16) | Evans, Temple (5)    | Golden 1 Center   | 31 - 47 |
| 79    | 7 avril    | @ L. A. Lakers   | D 94-98   | Skal Labissière (19)     | Yórgos Papayiánnis (10)  | Darren Collison (10) | Staples Center    | 31 - 48 |
| 80    | 9 avril    | Houston          | D 128-135 | Skal Labissière (25)     | Willie Cauley-Stein (10) | Ty Lawson (11)       | Golden 1 Center   | 31 - 49 |
| 81    | 11 avril   | Phoenix          | V 129-104 | Buddy Hield (30)         | Ty Lawson (11)           | Ty Lawson (12)       | Golden 1 Center   | 32 - 49 |
| 82    | 12 avril   | @ L. A. Clippers | D 95-115  | Willie Cauley-Stein (19) | Willie Cauley-Stein (14) | Trois joueurs (6)    | Staples Center    | 32 - 50 |

## Confrontations
| Conférence Est      | Conférence Est                               | Conférence Est                               | Conférence Ouest                             | Conférence Ouest                             | Conférence Ouest                             | Conférence Ouest                             | Conférence Ouest                             |
| Division Atlantique | Division Atlantique                          | Division Atlantique                          | Division Nord-Ouest                          | Division Nord-Ouest                          | Division Nord-Ouest                          | Division Nord-Ouest                          | Division Nord-Ouest                          |
| Équipe              | Domicile                                     | Extérieur                                    | Équipe                                       | Domicile                                     | Domicile                                     | Extérieur                                    | Extérieur                                    |
| ------------------- | -------------------------------------------- | -------------------------------------------- | -------------------------------------------- | -------------------------------------------- | -------------------------------------------- | -------------------------------------------- | -------------------------------------------- |
| Boston              | 108-92                                       | 92-97                                        | Denver                                       | 116-100                                      | 92-105                                       | 120-113                                      | 96-108                                       |
| Brooklyn            | 100-109                                      | 122-105                                      | Minnesota                                    | 106-103                                      | 88-102                                       | 109-105                                      | 123-117                                      |
| New York            | 100-103                                      | 98-106                                       | Oklahoma City                                | 116-101                                      | 118-122                                      | 94-110                                       |                                              |
| Philadelphie        | 102-100                                      | 119-122                                      | Portland                                     | 126-121                                      |                                              | 120-122 (OT)                                 | 89-102                                       |
| Toronto             | 102-99                                       | 96-91                                        | Utah                                         | 109-110 (OT)                                 | 82-112                                       | 84-104                                       | 94-93                                        |
|                     | 3–2                                          | 2–3                                          |                                              | 4–5                                          | 4–5                                          | 4–5                                          | 4–5                                          |
| Division            | 5–5                                          | 5–5                                          | Division                                     | 8–10                                         | 8–10                                         | 8–10                                         | 8–10                                         |
| Division Atlantique | Division Atlantique                          | Division Atlantique                          | Division Nord-Ouest                          | Division Nord-Ouest                          | Division Nord-Ouest                          | Division Nord-Ouest                          | Division Nord-Ouest                          |
| Équipe              | Domicile                                     | Extérieur                                    | Équipe                                       | Domicile                                     | Domicile                                     | Extérieur                                    | Extérieur                                    |
| Chicago             | 107-112                                      | 99-102                                       | Golden State                                 | 106-117                                      | 109-106 (OT)                                 | 86-109                                       | 100-114                                      |
| Cleveland           | 108-120                                      | 116-112 (OT)                                 | L.A. Clippers                                | 115-121                                      | 98-106                                       | 98-97                                        |                                              |
| Detroit             | 100-94                                       | 109-104                                      | L.A. Lakers                                  | 91-101                                       | 116-92                                       | 97-96                                        | 94-98                                        |
| Indiana             | 100-106                                      | 111-115 (OT)                                 | Phoenix                                      | 103-105                                      |                                              | 113-94                                       | 107-101                                      |
| Milwaukee           | 98-116                                       | 91-117                                       |                                              |                                              |                                              |                                              |                                              |
|                     | 1–4                                          | 2–3                                          |                                              | 2–5                                          | 2–5                                          | 4–3                                          | 4–3                                          |
| Division            | 3–7                                          | 3–7                                          | Division                                     | 6–8                                          | 6–8                                          | 6–8                                          | 6–8                                          |
| Division Atlantique | Division Atlantique                          | Division Atlantique                          | Division Nord-Ouest                          | Division Nord-Ouest                          | Division Nord-Ouest                          | Division Nord-Ouest                          | Division Nord-Ouest                          |
| Équipe              | Domicile                                     | Extérieur                                    | Équipe                                       | Domicile                                     | Domicile                                     | Extérieur                                    | Extérieur                                    |
| Atlanta             | 108-107                                      | 95-106                                       | Dallas                                       | 98-87                                        |                                              | 120-89                                       | 79-99                                        |
| Charlotte           | 85-99                                        | 109-106                                      | Houston                                      | 104-117                                      | 128-135                                      | 98-132                                       | 83-105                                       |
| Miami               | 102-107                                      | 96-108                                       | Memphis                                      | 98-112                                       | 91-90                                        | 96-92                                        | 91-107                                       |
| Orlando             | 120-115                                      | 94-102                                       | La Nouvelle-Orléans                          | 102-94                                       | 105-99                                       | 89-117                                       |                                              |
| Washington          | 122-130 (OT)                                 | 95-101                                       | San Antonio                                  | 94-102                                       | 105-110                                      | 104-114                                      | 102-118                                      |
|                     | 2–3                                          | 1–4                                          |                                              | 4–5                                          | 4–5                                          | 2–7                                          | 2–7                                          |
| Division            | 3–7                                          | 3–7                                          | Division                                     | 6–12                                         | 6–12                                         | 6–12                                         | 6–12                                         |
| Conférence          | 11–19 (Domicile : 6–9 ; Extérieur : 5–10)    | 11–19 (Domicile : 6–9 ; Extérieur : 5–10)    | Conférence                                   | 20–30 (Domicile : 10–15 ; Extérieur : 10–15) | 20–30 (Domicile : 10–15 ; Extérieur : 10–15) | 20–30 (Domicile : 10–15 ; Extérieur : 10–15) | 20–30 (Domicile : 10–15 ; Extérieur : 10–15) |
| Total               | 31–49 (Domicile : 16–24 ; Extérieur : 16–25) | 31–49 (Domicile : 16–24 ; Extérieur : 16–25) | 31–49 (Domicile : 16–24 ; Extérieur : 16–25) | 31–49 (Domicile : 16–24 ; Extérieur : 16–25) | 31–49 (Domicile : 16–24 ; Extérieur : 16–25) | 31–49 (Domicile : 16–24 ; Extérieur : 16–25) | 31–49 (Domicile : 16–24 ; Extérieur : 16–25) |

## Effectif actuel
| Kings de Sacramento Effectif actuel |    |                        |                      |                  |
| Entraîneur : David Joerger          |    |                        |                      |                  |
| Arrière                             | 40 | Drapeau des États-Unis | Arron Afflalo        | UCLA             |
| Ailier                              | 22 | Drapeau des États-Unis | Matt Barnes          | UCLA             |
| Ailier                              | 18 | Drapeau d’Israël       | Omri Casspi          | Israël           |
| Pivot                               | 00 | Drapeau des États-Unis | Willie Cauley-Stein  | Kentucky         |
| Meneur                              | 7  | Drapeau des États-Unis | Darren Collison      | UCLA             |
| Pivot                               | 15 | Drapeau des États-Unis | DeMarcus Cousins (C) | Kentucky         |
| Ailier                              | 8  | Drapeau des États-Unis | Rudy Gay             | Connecticut      |
| Pivot                               | 41 | Drapeau de la Grèce    | Kosta Koufos         | Ohio State       |
| Ailier fort, Pivot                  | 3  | Drapeau d'Haïti        | Skal Labissière      | Kentucky         |
| Meneur                              | 10 | Drapeau des États-Unis | Ty Lawson            | Caroline du Nord |
| Meneur                              | 23 | Drapeau des États-Unis | Ben McLemore         | Kansas           |
| Pivot                               | 13 | Drapeau de la Grèce    | Yórgos Papayiánnis   | Grèce            |
| Ailier                              | 5  | Drapeau des États-Unis | Malachi Richardson   | Syracuse         |
| Arrière                             | 17 | Drapeau des États-Unis | Garrett Temple       | LSU              |
| Ailier fort, Pivot                  | 43 | Drapeau des États-Unis | Anthony Tolliver     | Creighton        |
| (C) Capitaine - - Blessé            |    |                        |                      |                  |

## Contrats et salaires 2016-2017
| Joueur              | Poste          | Âge            | Exp            | Contrat                | Salaire 2016-2017 | Fin du contrat |
| ------------------- | -------------- | -------------- | -------------- | ---------------------- | ----------------- | -------------- |
| Joueurs actuels     |                |                |                |                        |                   |                |
| Arron Afflalo       | SG             | 31             | 9              | 25 000 000 $ sur 2 ans | 12 500 000 $      | 2018           |
| Matt Barnes         | SF             | 36             | 13             | 12 250 000 $ sur 2 ans | 6 125 000 $       | 2018           |
| Omri Casspi         | SF             | 28             | 7              | 5 800 000 $ sur 2 ans  | 2 963 814 $       | 2017           |
| Willie Cauley-Stein | C              | 23             | 1              | 10 653 600 $ sur 3 ans | 3 551 160 $       | 2019           |
| Darren Collison     | PG             | 29             | 7              | 15 040 677 $ sur 3 ans | 5 229 454 $       | 2017           |
| DeMarcus Cousins    | C              | 26             | 6              | 65 619 700 $ sur 4 ans | 16 957 900 $      | 2018           |
| Rudy Gay            | SF             | 30             | 10             | 40 000 000 $ sur 3 ans | 13 333 333 $      | 2018           |
| Kosta Koufos        | C              | 27             | 8              | 32 879 000 $ sur 4 ans | 8 046 500 $       | 2019           |
| Skal Labissière     | PF             | 20             | 0              | 2 431 080 $ sur 2 ans  | 1 188 840 $       | 2020           |
| Ty Lawson           | PG             | 28             | 7              | 1 315 448 $ sur 1 an   | 980,431 $         | 2017           |
| Ben McLemore        | SG             | 23             | 3              | 13 087 722 $ sur 4 ans | 4 008 882 $       | 2017           |
| Yórgos Papayiánnis  | C              | 19             | 0              | 4 503 600 $ sur 2 ans  | 2 202 240 $       | 2020           |
| Malachi Richardson  | SG             | 20             | 0              | 2 944 440 $ sur 2 ans  | 1 439 880 $       | 2020           |
| Garrett Temple      | SG             | 30             | 6              | 24 000 000 $ sur 3 ans | 8 000 000 $       | 2019           |
| Anthony Tolliver    | PF             | 31             | 9              | 16 000 000 $ sur 2 ans | 8 000 000 $       | 2018           |
| Total salaire       | Total salaire  | Total salaire  | Total salaire  | Total salaire          | 94 527 434 $      | -              |
| Joueurs coupés      | Joueurs coupés | Joueurs coupés | Joueurs coupés | Joueurs coupés         | 1 499 850 $       | -              |
|                     |                |                |                |                        |                   |                |
| Total               | Total          | Total          | Total          | Total                  | 96 027 284 $      | Différence     |
| Salary Cap          | Salary Cap     | Salary Cap     | Salary Cap     | Salary Cap             | 94 143 000 $      | - 1 884 284 $  |
| Luxury Tax          | Luxury Tax     | Luxury Tax     | Luxury Tax     | Luxury Tax             | 113 287 000 $     | 17 259 716 $   |

- 2017 = Joueur agent libre en fin de saison.
- 2017 = Joueur agent libre restreint en fin de saison.
- *Contrat non garanti.

## Transferts

### Échanges
| Juin           | Juin                                                                                     | Juin | Juin                   |
| -------------- | ---------------------------------------------------------------------------------------- | --- | ---------------------- |
| 23 juin 2016   | Échange à deux équipes                                                                   | Échange à deux équipes | Échange à deux équipes |
| 23 juin 2016   | Vers Suns de Phoenix - Droits sur le 8e choix de la Draft 2016 : Marquese Chriss         | Vers Kings de Sacramento - Droits sur Bogdan Bogdanović - Droits sur le 13e choix de la Draft 2016 : Yórgos Papayiánnis - Droits sur le 28e choix de la Draft 2016 : Skal Labissière - Second tour de draft 2020 | [ 2 ]                  |
| Juillet        |                                                                                          | |                        |
| 7 juillet 2016 | Échange à deux équipes                                                                   | Échange à deux équipes | Échange à deux équipes |
| 7 juillet 2016 | Vers Kings de Sacramento - Droits sur le 22e choix de la Draft 2016 : Malachi Richardson | Vers Hornets de Charlotte - Marco Belinelli | [ 3 ]                  |

### Joueurs qui re-signent

#### Options joueur et équipe
| Joueur       | Option                                                            |
| ------------ | ----------------------------------------------------------------- |
| Caron Butler | Exerce son option joueur de 1 550 000 $ pour la saison 2016-2017. |

### Arrivés
| Joueur                                    | Contrat                           | Provenance            | Référence |
| ----------------------------------------- | --------------------------------- | --------------------- | --------- |
| Arron Afflalo                             | Contrat de 25 000 000 $ sur 2 ans | Knicks de New York    | [ 4 ]     |
| Matt Barnes                               | Contrat de 12 000 000 $ sur 2 ans | Grizzlies de Memphis  | [ 5 ]     |
| Skal Labissière (Draft 2016, choix 28)    | Contrat de 2 430 000 $ sur 2 ans  | Wildcats du Kentucky  | [ 6 ]     |
| Yórgos Papayiánnis (Draft 2016, choix 13) | Contrat de 4 503 500 $ sur 2 ans  | Panathinaïkos         | [ 6 ]     |
| Lamar Patterson (claimed off waivers)     | Contrat de 874,636 $ sur 1 an     | Hawks d'Atlanta       | [ 7 ]     |
| Malachi Richardson (Draft 2016, choix 22) | Contrat de 2 940 000 $ sur 2 ans  | Orange de Syracuse    | [ 6 ]     |
| Garrett Temple                            | Contrat de 24 000 000 $ sur 3 ans | Wizards de Washington | [ 8 ]     |
| Anthony Tolliver                          | Contrat de 16 000 000 $ sur 2 ans | Pistons de Détroit    | [ 9 ]     |

### Départs
| Joueur         | Raison départ | Nouvelle équipe ¹           | Référence |
| -------------- | ------------- | --------------------------- | --------- |
| Quincy Acy     | Agent libre   | Mavericks de Dallas         | [ 10 ]    |
| James Anderson | Agent libre   | Darüşşafaka Doğuş (Turquie) | [ 11 ]    |
| Caron Butler   | Libéré        | -                           | [ 12 ]    |
| Seth Curry     | Libéré        | Mavericks de Dallas         | ,         |
| Duje Dukan     | Libéré        | -                           | [ 12 ]    |
| Rajon Rondo    | Agent libre   | Bulls de Chicago            | [ 15 ]    |

¹ Il s'agit de l’équipe pour laquelle le joueur a signé après son départ, il a pu entre-temps changer d'équipe ou encore de pays.